# 제프리 혼

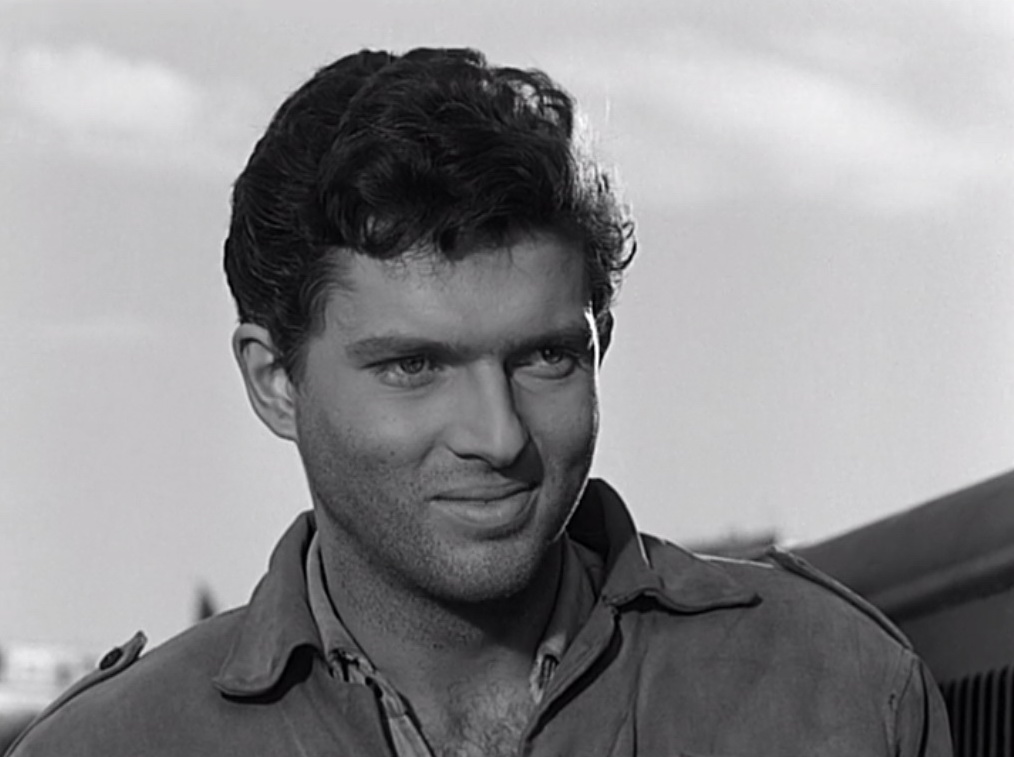

제프리 혼(Geoffrey Horne, 1933년 8월 22일 ~ )은 미국의 연극 배우, 영화배우, 텔레비전 배우이다.
부에노스아이레스에서 태어났다.

## 영화
- 빅 대디 (1999년)
- 그린 호넷 (1974년)
- 두 사람 (1973년)
- 더 베이비 메이커 (1970년) - 지미 역
- 슬픔이여 안녕 (1958년)
- 콰이강의 다리 (1957년) - Lt. 조이스 역
- 딜론 보안관 (1955년)